# Rete Due
Rete Due ist das zweite öffentlich-rechtliche Hörfunkprogramm des Rundfunks der italienischsprachigen Schweiz (RSI).

## Daten

Logo von 2009 bis 2013

Es wird im RSI-Gebäude in Lugano-Besso produziert und erreicht täglich durchschnittlich 28'000 Hörer. Damit kommt es auf einen Marktanteil von 5,0 %. Programmchef war bis 2013 Maurizio Canetta, seit 2013 ist Dino Balestra, der Direktor der RSI interimistischer Programmchef. In Südtirol wird Rete Due von der Rundfunk-Anstalt Südtirol im Standard DAB+ ausgestrahlt.

## Programm
Der musikalische Schwerpunkt des Senders liegt im Bereich des Jazz, der Klassik sowie weiterer Musik eines internationalen Spektrums. Ferner sind auch Kulturthemen Teil des Programms. Zudem strahlt das Programm eigenproduzierte Hörspiele, Lesungen und Dokumentationen aus. Im Verlauf des Programms werden auch Nachrichten gesendet.